# Coloradisaurus brevis
Coloradisaurus brevis Bonaparte, 1978 è un dinosauro saurischio appartenente alla famiglia Massospondylidae, vissuto nel Triassico superiore (Carnico-Norico, tra 221,5 e 205,6 milioni di anni fa), i cui resti fossili sono stati rinvenuti in Argentina (Los Colorados). È l'unico membro del genere Coloradisaurus Lambert, 1983.

## Etimologia
Significa "Lucertola Los Colorados", a causa della conformazione rocciosa in cui è stato trovato. Un tempo noto come Coloradia, poi modificato perché già attribuito ad un lepidottero.

## Descrizione
I sauropodomorfi in seguito si evolsero nei giganteschi abitatori delle pianure con colli e code lunghissimi. Questo animale, in realtà, non era un gigante: i resti noti (un teschio e uno scheletro incompleto) permettono di ricostruire Coloradisaurus come un dinosauro di medie dimensioni (fino a 4 m di altezza e 1,5 m di lunghezza; un peso di circa 290 kg) affine al più noto, e più grande, Plateosaurus dell'Europa centrale. Il suo parente più stretto, però, era probabilmente il sudafricano Massospondylus. 
A differenza di Plateosaurus, Coloradisaurus era caratterizzato da un curioso becco rivolto verso il basso, dietro il quale erano presenti piccoli denti adatti a strappare il fogliame.
Con probabilità il dinosauro poteva reggersi in piedi con l'aiuto delle zampe posteriori e della coda. L'utilità era quella di raggiungere la vegetazione più alta, e forse anche quella di intimidire i predatori/assalitori.